# South Naknek
South Naknek est un census-designated place situé dans l’État américain de l'Alaska, dans le Borough de Bristol Bay.

## Démographie
| 1880 | 1940 | 1960 | 1970 | 1980 | 1990 |
| ---- | ---- | ---- | ---- | ---- | ---- |
| 192  | 134  | 142  | 154  | 145  | 136  |

| 2000 | 2010 | - | - | - | - |
| ---- | ---- | - | - | - | - |
| 137  | 79   | - | - | - | - |